# Streptococcaceae
Streptococcaceae jsou čeledí grampozitivních bakterií spadajících do řádu Lactobacillales. Nejznámějším zástupcem je rod Streptococcus, který může být patogenní (například Streptococcus pyogenes je častým původcem respiračních infekcí).

## Rody
- Streptococcus
- Lactococcus
- Lactovum
- Floricoccus
- Okadaella